# Ophiobolus melghaticus
Ophiobolus melghaticus är en svampart som beskrevs av Dharkar, Hande & Subhedar 2006. Ophiobolus melghaticus ingår i släktet Ophiobolus och familjen Leptosphaeriaceae.   Inga underarter finns listade i Catalogue of Life.